# الحبيل السافل (المخادر)

تعديل مصدري - تعديل

الحبيل السافل محلة تابعة لقرية ذليابد، التابعة لعزلة بني سرحة بمديرية المخادر إحدى مديريات محافظة إب في الجمهورية اليمنية، بلغ تعداد سكانها 81 حسب تعداد اليمن لعام 2004.